# Claudio Rangoni (vescovo 1562)
Claudio Rangoni (Modena, 1562 – Piacenza, 15 settembre 1619) è stato un vescovo cattolico italiano.

## Biografia
Figlio di Giulio e di Lucia Scotti, discendeva da una ricca famiglia comitale modenese ed ebbe un'istruzione accurata.
Fu eletto vescovo di Piacenza il 2 dicembre 1596. Nel 1600 celebrò il sinodo diocesano e ne fece stampare gli atti. Nello stesso anno raccolse gli uffici dei santi della diocesi e li trasmise alla Sacra Congregazione dei Riti, perché fossero approvati. Fece eseguire vari restauri del Duomo di Piacenza. Fu esaminatore della causa di canonizzazione di san Carlo Borromeo. Nel 1617 da Roma trasportò in cattedrale il corpo di san Claudio martire.
Fu sepolto nella cattedrale di Piacenza in un sepolcro che aveva fatto costruire per sé.

## Genealogia episcopale
La genealogia episcopale è:
- Cardinale Scipione Rebiba
- Cardinale Giulio Antonio Santori
- Cardinale Girolamo Bernerio, O.P.
- Vescovo Claudio Rangoni